# تیم ملی والیبال زنان الجزایر
تیم ملی والیبال زنان الجزایر تیم ملی والیبال زنان کشور الجزایر است.

## نتایج

### بازی‌های المپیک تابستانی
- ۲۰۰۸ — ۱۱ام
- ۲۰۱۲ — ۱۱ام